# Hambleden
Hambleden est un village du Buckinghamshire, Angleterre. Le village est situé à 6,5 km à l'ouest de Marlow et à 5 km au nord de Henley-on-Thames.
Le nom du village est d'origine anglo-saxonne. Il signifie « crooked or undulating valley » (vallée ondoyante). Le village est enregistré dans le Domesday Book en 1086 sous le nom de Hanbledene. 